# Mehrzweckfahrzeug (Rettungsdienst)
Als Mehrzweckfahrzeug (MZF) bezeichnet man im Rettungsdienst einen Rettungswagen, der sowohl zur Notfallrettung als auch zum Krankentransport eingesetzt wird. Dieses Mehrzweckfahrzeugsystem hebt sich also von der in Deutschland gängigen Praxis ab, Krankentransportwagen für den Krankentransport und Rettungswagen, Notarztwagen sowie Notfallkrankentransportwagen für die Notfallrettung einzusetzen.
Da Mehrzweckfahrzeuge folglich für die Notfallrettung geeignet sind, muss es sich mindestens um einen Krankentransportwagen Typ B, besser um einen Rettungswagen (Typ C) handeln. Aus Kostengründen werden allerdings meist die etwas kleineren Notfallkrankentransportwagen eingesetzt. Deshalb werden Notfallkrankentransportwagen (N-KTW) im Rettungsdienst oft auch als Mehrzweckfahrzeuge bezeichnet, obwohl sie nicht als solche eingesetzt werden. Der Vorteil des Mehrzweckfahrzeugsystems besteht darin, dass die Rettungsfahrzeuge flexibler eingesetzt werden können und Mehrzweckfahrzeuge, die im Krankentransportdienst einen Notfallpatienten vorfinden, bestenfalls keine weiteren Rettungsmittel nachfordern müssen. Der größte Nachteil sind die höheren Personalkosten, da so auch bei Krankentransporten die Fahrzeuge mit mindestens einem Rettungsassistenten oder Notfallsanitäter besetzt sein müssen und die Ausstattung kostenträchtiger ist.